# Постный, Евгений Михайлович
Евгений Михайлович Постный (род. 3 июля 1981, Новосибирск) — израильский шахматист, гроссмейстер (2002).
Чемпион России среди мальчиков до 14 лет (1995).
В составе сборной Израиля участник 38-й Олимпиады (2008) в Дрездене.
Победитель открытого чемпионата Израиля (2011).

## Изменения рейтинга
| Графики недоступны из-за технических проблем. См. информацию на Фабрикаторе и на mediawiki.org. |